# Glühstrumpf

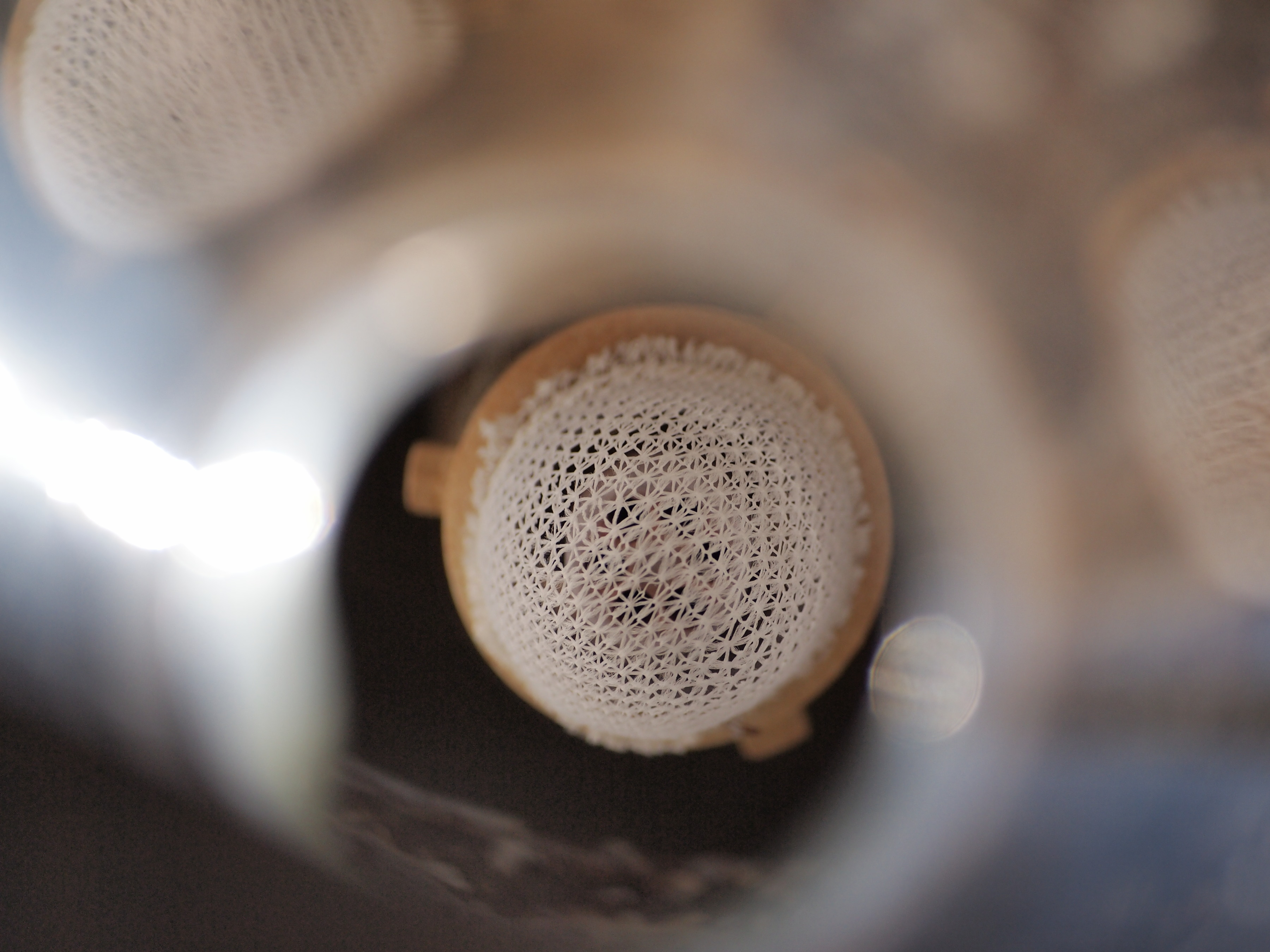
Glühstrumpf ohne Flamme (Blick durch die Lufteinlassöffnung ganz unten im kegeligen Teil des Glaszylinders einer Gasleuchte)

Ein Glühstrumpf oder Gasstrumpf (auch Glühkörper, Gasglühkörper, Auernetz oder Auerstrumpf genannt) ist ein kuppel- oder birnenförmiges feinmaschiges Gebilde aus Oxiden, das in gasbetriebenen Leuchten (Gaslampen und solchen, die Petroleum – siehe Petromax – oder andere flüssige Brennstoffe verdampfen) die Lichtquelle bildet, indem es durch die Flamme zum Leuchten angeregt wird. Er wird aus einem mit speziellen Salzen seltener Erden präparierten Gewebe aus Baumwolle, Seide oder Kunstseide hergestellt, das durch Aufheizen in einer Gasflamme verbrennt und die Salze als Oxide in Form eines feinen Gerüstes hinterlässt.

## Beschreibung

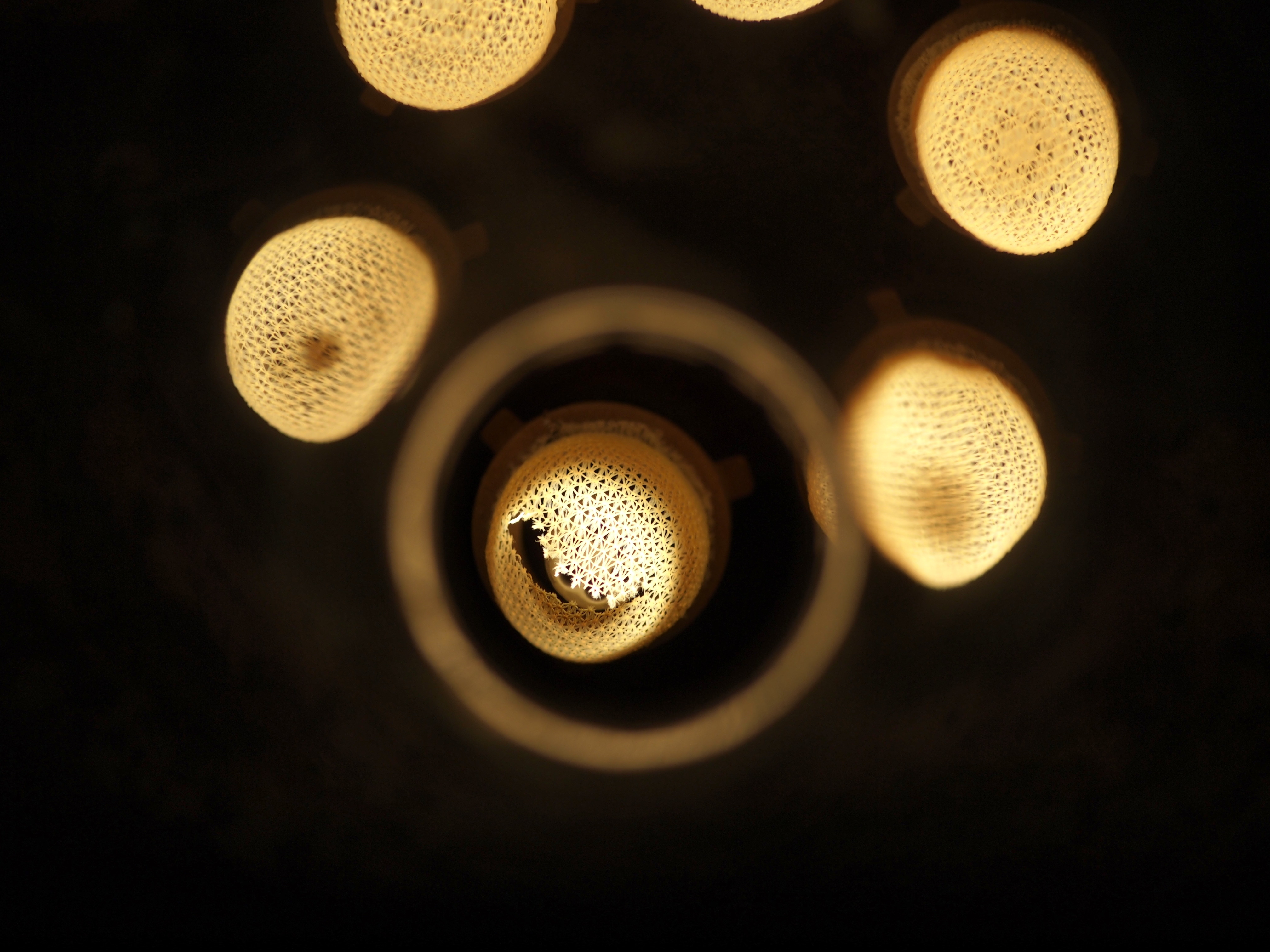
Glühstrümpfe in einer Gaslaterne: am Defekt erkennt man, dass die Flamme selbst nicht leuchtet

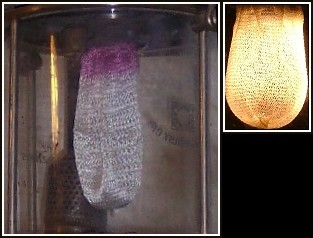
Glühstrumpf, links vor dem ersten Gebrauch, rechts nach vorsichtigem Abbrennen des Gewebes und Inbetriebnahme der Lampe

Gasflammen aus Stadt- oder Erdgas leuchten kaum, da die Flamme im sichtbaren Licht einen Emissionsgrad nahe null hat. Um Gasflammen zum Leuchten zu bringen, wurde daher früher die Karbidlampe entwickelt, die Ethin (Acetylen) verbrennt, das dabei wie eine Kerzenflamme ein gelbliches Licht durch glühende Kohlenstoff-Teilchen erzeugt.
Weißeres, helleres Licht erhielt Carl Auer von Welsbach: Er tränkte ein gestricktes Netz aus Baumwolle mit einer Lösung von Seltene-Erden-Salzen, verbrannte vorsichtig die Baumwolle und erhielt als Rückstand ein filigranes selbsttragendes Gerüst aus den Oxiden. Das Verfahren für dieses Auer-Glühstrumpf genannte Gasglühlicht meldete er am 23. September 1885 in Deutschland und später in weiteren Ländern zum Patent an.

## Herstellung
Früher stellte man Glühstrümpfe her, indem man Stoffgewebe mit einer Salzlösung von 99 % leicht radioaktivem Thoriumnitrat und 1 % Cer(III)-nitrat tränkte, trocknete und dann anzündete. In der Hitze zerfällt das Thoriumnitrat in Thoriumdioxid und nitrose Gase. Hierbei bleibt eine zerbrechliche Struktur zurück, die in der Gasflamme ein weißes Licht abgibt. Dieses Leuchten hat nichts mit der sehr schwachen Radioaktivität des Thoriums zu tun, sondern ist ein gewöhnliches Glühen durch die Hitze der Gasflamme.
Zunächst benutzte Carl Auer von Welsbach Magnesium-Oxide, Zirconiumdioxid, dann Lanthan, Yttrium und Praseodym-Verbindungen. Sie alle weisen ein mäßiges Emissionsvermögen im sichtbaren Bereich auf und produzieren nur ein braunweißes Leuchten. Der Durchbruch gelang ihm mit Cer(IV)-oxid, zusammen mit Thoriumdioxid zur Stabilitätsverbesserung. Die Zusammensetzung von 1 % CeO2 und 99 % ThO2 wurde erst vor wenigen Jahrzehnten durch eine Mischung aus Yttriumoxid und Ceroxid abgelöst, um auf das leicht radioaktive Element Thorium verzichten zu können.

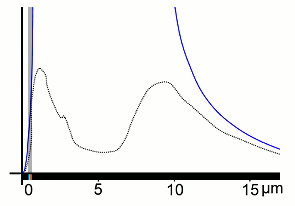
Emissionsspektrum eines CeO_{2}/ThO_{2}-Glühstrumpfs (schwarz) im Vergleich zum Schwarzkörperspektrum (sichtbarer Bereich grau hinterlegt)

## Verschiedene Formen des Glühstrumpfes
Glühstrümpfe gibt es in vielen Formen, zum Beispiel der säckchenförmige Glühstrumpf zum Anbinden bei Camping- und Starklichtlampen, den der Benutzer bei Inbetriebnahme selbst abflammen muss. Glühstrümpfe für hängendes oder stehendes Gaslicht sind oft werkseitig bereits abgebrannt und mit einem Nitrolack getränkt, damit sie eine höhere Festigkeit für den Transport bekommen. Die Lackschicht brennt bei der ersten Inbetriebnahme ab. Die hängenden Formen sind meist kugel- oder birnenförmig; stehende Formen schlauch- oder bienenkorbförmig. Zur Aufhängung des Gewebes und zur Befestigung am Brenner der Lampe dienen oft Formteile aus Sintermagnesia.
Die thermische Emission eines Auer-Glühstrumpfs (punktierte Linie im Diagramm), ist deutlich geringer als diejenige eines Schwarzen Strahlers (blaue Linie). Dafür konzentriert sich die Strahlung auf den kurzwelligen Bereich im sichtbaren Spektrum. Hierdurch nimmt der Glühstrumpf eine höhere Farbtemperatur an, als es ein kontinuierlich strahlender Stoff täte. Der Rotanteil ist vermindert, das Licht erscheint weißer. Zu der hohen Lichtausbeute von Glühstrümpfen trägt jedoch hauptsächlich der direkte Energieübergang von den teilweise hochenergetischen chemischen Reaktionspartnern der Flamme auf Elektronenniveaus des Cer-dotierten Leuchtstoffes im Glühstrumpf bei; im Ofen erhitzte Glühstrümpfe leuchten nicht annähernd so hell wie in der Flamme.
Durch seine Leuchtkraft ist der Glühstrumpf bis heute gegenüber dem elektrischen Licht konkurrenzfähig, wenn kein Anschluss an das Stromnetz vorhanden ist. Die Lichtausbeute von etwa 5 lm/W ist zwar nur halb so groß wie die einer Glühlampe, doch es kann billigere Energie verwendet werden, die ohne Zusatzkosten gespeichert werden kann.
Die Lichtausbeute beträgt jedoch weniger als ein Zehntel einer Gasentladungslampe oder auch einer weißen LED. Auch aus diesem Grunde hat Gasglühlicht für die Straßenbeleuchtung stark an Bedeutung verloren.

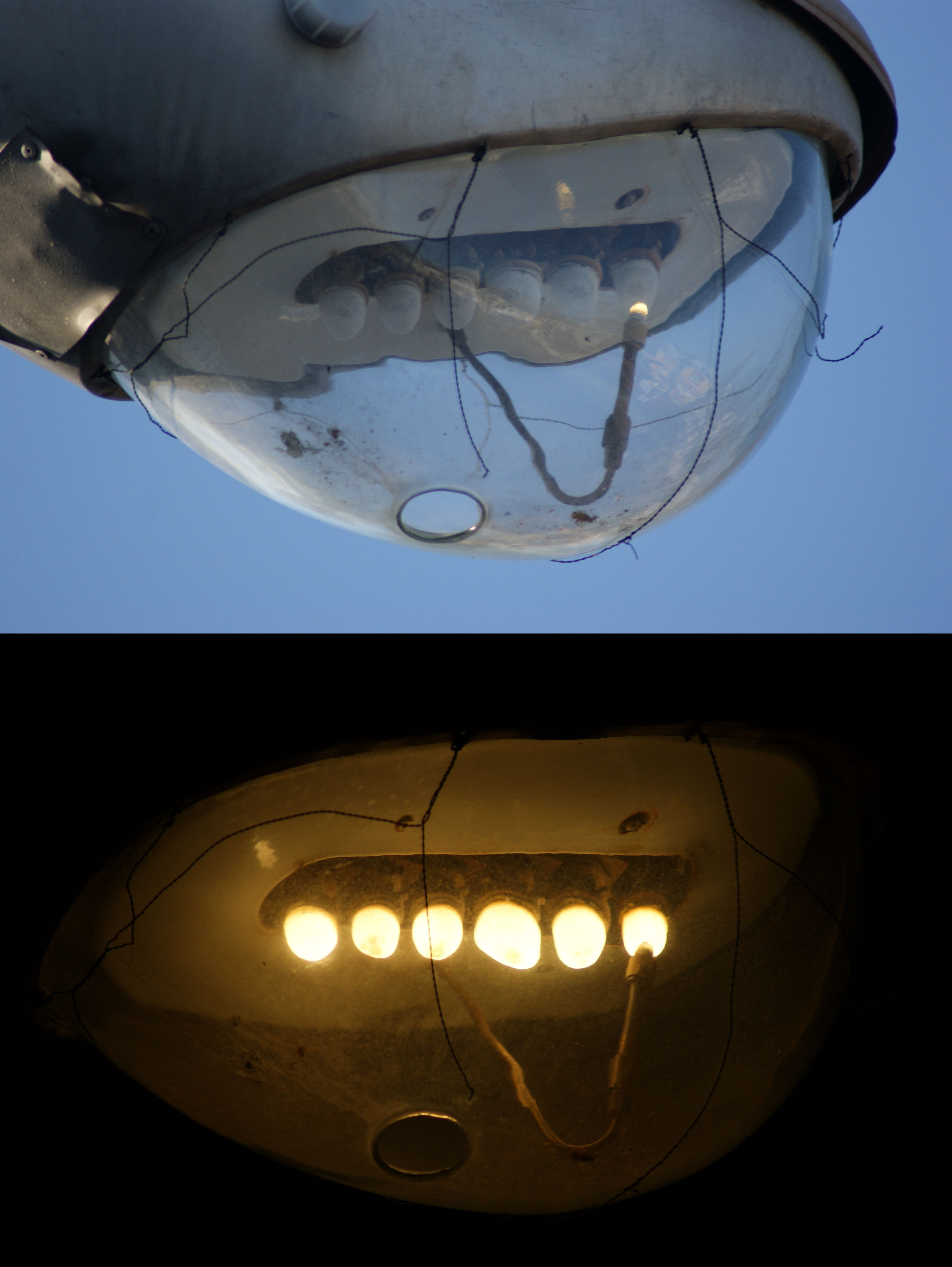
Glühstrümpfe einer Berliner Gas-Reihenleuchte Modell BAMAG U13H bei Tag und bei Nacht

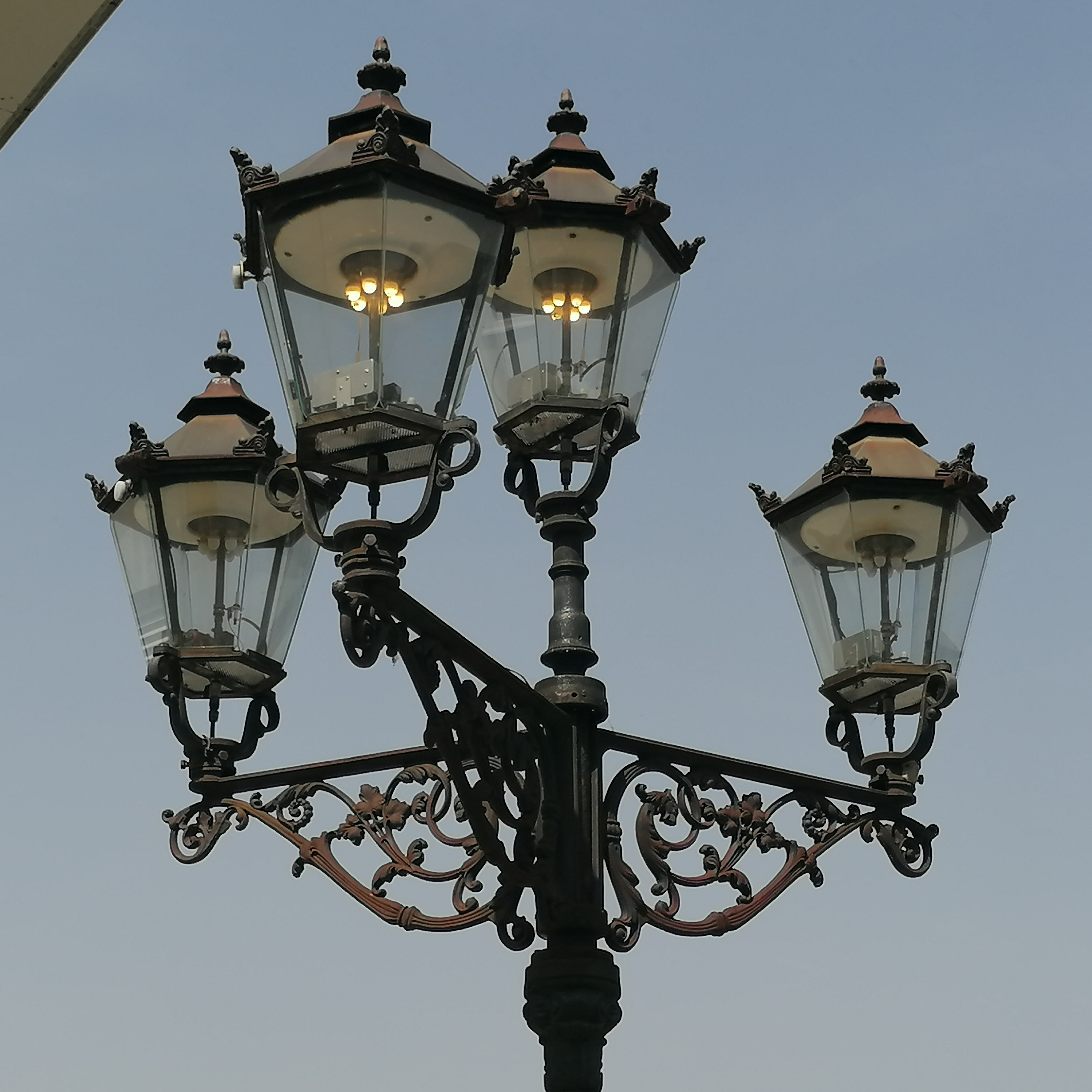
Glühstrumpf in Betrieb

Seitdem die städtischen Gasanstalten in den 1970er Jahren abgeschafft wurden und Erdgas durch die Gasleitungen strömte, ging die Anzahl der Gaslaternen stark zurück. Statt sie auf Erdgas umzustellen, ersetzte man sie häufig durch die wartungsärmeren und effizienteren elektrisch betriebenen Gasentladungslampen.
Im Jahr 2004 wurde die letzte in Deutschland verbliebene Glühstrumpfproduktion des Berliner Unternehmens MSA AUER GmbH an das indische Unternehmen Indo, eine Tochter des Konsortiums Prabhat Udyog Limited, verkauft und die Produktion nach Indien verlagert. Indo bietet sowohl radioaktive als auch nicht-radioaktive Glühstrümpfe an.
Da das zum Teil noch verwendete Thoriumnitrat schwach radioaktiv ist, dürfen solche Gasglühstrümpfe nur mit Sondergenehmigung nach Deutschland importiert werden.